# Kuraľany
Kuraľany (Hongaars: Kural) is een Slowaakse gemeente in de regio Nitra, en maakt deel uit van het district Levice.
Kuraľany telt 534 inwoners.